# Нятнам
Нятнам (вьет. Võ Nhất Nam), или Нят-Нам — древнее вьетнамское боевое искусство и оздоровительная система, в основе которых лежат динамические и дыхательные упражнения, а также прикладные приёмы рукопашного боя. Первые упоминания о боевом искусстве Нят-Нам датируются в письменных источниках 12 веком. Школа Нят-Нам является одной из наиболее древних традиционных школ Вьетнама. Дословно название школы переводится, как «Южный ветер». Её родина — земли Тяу-хоан и Тяу-ай, где и началась история всего народа вьетов.
Система на протяжении веков практиковалась внутри императорской семьи, приближённых к императорскому двору вьетнамских династий и элитных семейных кланов, а также в родовой традиции семьи Нго Суан.

## История
Первые упоминания в письменных источниках о боевом искусстве Нят-Нам, как о «школе криков» (из-за специфического, «шумного» характера дыхания и выкриков во время выполнения упражнений), датируются 12 веком, хотя его история уходит корнями ещё глубже. Изначально им владели члены императорской семьи и воины-телохранители императора, которые формировались только из знатных людей. Словосочетание «Нят-Нам» — это сочетание двух иероглифов: иероглиф Нят означает единство, объединение, а второй иероглиф Ням означает южные земли (а также представляет набор цифр, благоприятных для человека согласно вьетнамскому мировоззрению).
Учитывая то, что многие века школа боевого искусства Нят-Нам допускала исключительно избранных людей, а знания передавались из поколения в поколение в императорской династии и в семьях придворных, его называют элитным искусством боя, вариантом самозащиты для избранных. Из тени мастера этого единоборства решили выйти только во времена вьетнамской войны, в 1960-х годах, когда они отправились защищать родину и стали делиться своими знаниями в партизанских отрядах в качестве инструкторов рукопашного боя и участников разведывательно-диверсионных подразделений. Искусство боя настолько поразило американцев, что они сняли ряд фильмов о судьбе американских солдат, которые смогли обучиться этому искусству. Пример этого — фильм «Слепая ярость» с Рутгером Хауэром. После этого Нят-Нам появилось в Америке.
На территории стран СНГ искусство боя Нят-Нам начало развиваться в 1994 году, усилиями профессора боевых искусств Нго Суан Биня, владеющего этим искусством благодаря тому, что его предки были из вьетнамской аристократии.

## Особенности
Боевое искусство Нят-Нам формировалось из того, что при охране жизни императора нужно было действовать быстро и эффективно. В соответствии с этим приёмы разрабатывались исходя из того, чтобы можно было уничтожить противника с минимальными затратами времени и энергии. Это объясняет жесткость ведения боя Нят-Нам. Атака носит непредсказуемый, спонтанный характер.
Система упражнений основана на простых, но рациональных принципах, с учётом особенности человека, механизма движения системы мышц, связок и суставов. Комплексы упражнений в Нят-Нам представляют собой серии двигательных упражнений, отобранных и выстроенных в строгом выверенном порядке. Любой из комплексов (куен) содержит от ста до двухсот фрагментов (тхыков), которые, в свою очередь, включают в себя несколько движений, ударов или приёмов. Основной принцип боя в Нят-Нам — использование ловкости против силы, качества против количества. Тактика школы построена больше на применении активных контратак, чем на пассивной защите. Как и в любой традиционной школе, в Нят-Нам изучают и работу с традиционным вьетнамским оружием (мечи, копья, шесты), а также используются предметы, которые всегда могут оказаться под рукой — палки и прочее.
Нят-Нам оказывает сильное положительное воздействие на физиологию человека. Прежде всего на обмен веществ, артериальное давление и кровоснабжение внутренних органов и тканей. Появляется устойчивость к стрессам и неблагоприятным воздействиям окружающей среды. У занимающихся Нят-Нам снижается утомляемость, нормализуется вес, увеличивается физическая сила и выносливость.